# Parque natural regional de la Garganta de la Rossa y de Frasassi
El Parque natural regional de la Garganta de la Rossa y de Frasassi (en italiano, Parco naturale regionale della Gola della Rossa e di Frasassi) es un parque regional italiano en la región de Las Marcas. Tiene su sede operativa en el interior del complejo de Santa Lucía. Se extiende por alrededor de 9.170 hectáreas sobre la vertiente apenínicos de la provincia de Ancona, el parque afecta directamente a los municipios de Serra San Quirico, Genga (con las célebres Cuevas de Frasassi), Arcevia y Fabriano, un territorio aún inmerso en una naturaleza íntegra y vigorosa.
En el interior del parque se encuentra también la ermita de Grottafucile que da a la Garganta de la Rosa. 

## Historia
El parque fue instituido por Ley Regional del año 1997.

## Galería fotográfica

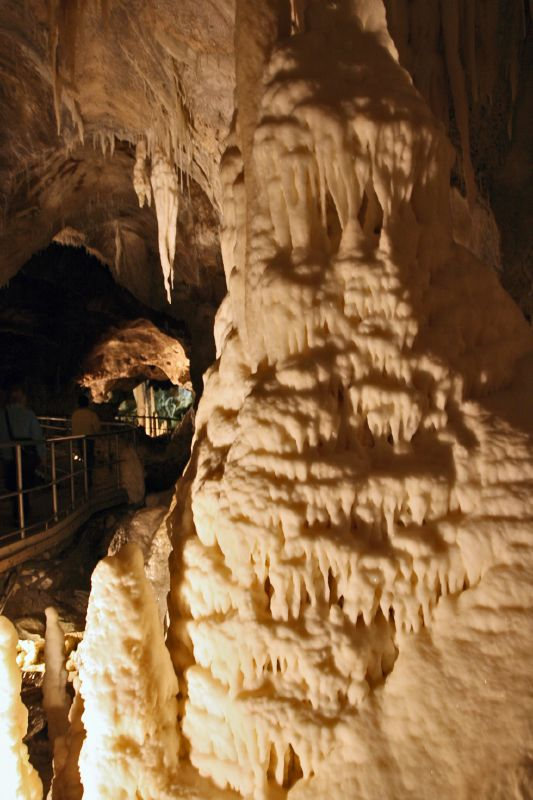
Las Cuevas de Frasassi
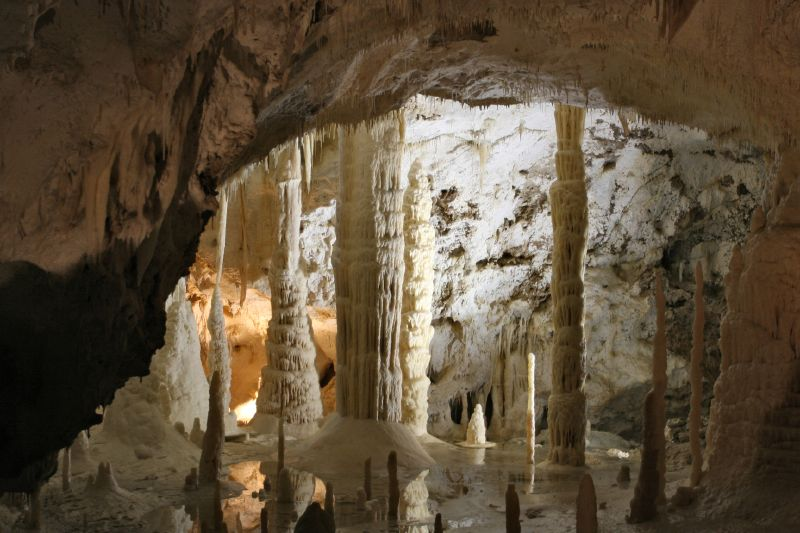
Estalactitas y estalagmitas en las Cuevas de Frasassi